# سیاه خانه (ماه‌نشان)
سیاه خانه (سِی خانا) یک روستا در ایران است که در شهرستان ماه‌نشان استان زنجان واقع شده‌است. روستای سیاه خانه ۵۰ نفر جمعیت دارد. پس از زلزله سال ۶۹ تخریب شد و اکثر اهالی آن به شهرها مهاجرت کردند. هم اکنون برخی از مردم روستا بصورت فصلی در آنجا زندگی می کنند. مذهب اکثریت قاطع مردم روستای سیاه خانه اهل حق یارستان می باشد با این وجود تعداد معدودی از افراد شیعه در این روستا ساکن هستند این روستا دارای رودخانه ای دائمی می باشد که از کوهای پر برف خورجهان سرچشمه می گیرد و به قزل اوزن می ریزد. مردم سیاه خانه به دامداری و کشاورزی و باغداری مشغول هستند.
همچنین در دره پایین دست روستا استخر پرورش ماهی وجود دارد که ماهی قزل آلای پرورش یافته در آن یکی از خوش طعم ترین انواع ماهی قزل آلا در ایران می باشد که توسط آقای امیراله میرزایی تاسیس شده است.
همچوین محصولات باغی و لبنیات این روستا نیز به سبب آب و هوای بسیار سالم و خاص منطقه، از کیفیت بسیار بالایی برخوردارند.
در حال حاضر مهاجرت معکوس به این روستا آغاز شده و پیش بینی می شود جمعیت ساکنان فصلی روستا در سالهای بعد افزایش چشمگیری داشته باشند.